# Numerus Melenuensium
Der Numerus Melenuensium (deutsch Numerus Melenuensium) war eine römische Auxiliareinheit. Sie ist durch zwei Inschriften belegt.
Die Sollstärke des Numerus lag vermutlich bei rund 500 Mann, möglicherweise aber sogar bei 1000 Mann. Aufgrund der Einsätze außerhalb der eigentlichen Stationierungsprovinz wird angenommen, dass es sich bei der Einheit vermutlich um eine mobile Elitetruppe gehandelt hat.

## Namensbestandteile
- Melenuensium: Der Zusatz leitet sich vermutlich von der geographischen Bezeichnung eines Ortes oder Flusses ab und bezieht sich wahrscheinlich auf einen (unbekannten) Standort der Einheit.[1]

## Geschichte
Der Numerus ist durch zwei Inschriften aus der ersten Hälfte des 3. Jh. n. Chr. belegt. Aus diesen Inschriften geht hervor, dass die Einheit zusammen mit dem Numerus Exploratorum Germanicianorum Divitiensium an Feldzügen in der Provinz Mauretania Caesariensis sowie im Osten des römischen Reiches teilgenommen hat.
Die Einheit entstand vermutlich aus einer Vexillatio Melenuensium, die aus abkommandierten Soldaten von anderen Auxiliareinheiten gebildet wurde. Die Heimatgarnison des Numerus dürfte in Germania superior gelegen haben.

## Standorte
Standorte des Numerus sind nicht bekannt.

## Angehörige des Numerus
Folgende Angehörige des Numerus sind bekannt:
- Aprili(u)s Spectatus, ein Soldat (CIL 3, 728). Er errichtete einen Grabstein für seinen Bruder Aprilius Lecterus, einen Soldaten des Numerus Exploratorum Germanicianorum Divitiensium.
- Tamonius Siluverus,[A 2] (CIL 8, 9060)